# Governo Michel I
O Governo Michel é o governo federal belga das eleições federais, de 25 de maio de 2014. É uma coligação única, entre os liberais (Open VLD e MR), os democratas-cristãos flamengos (CD&V) e os nacionalistas flamengos (N-VA). Os três partidos flamengos da coligação (CD&V, N-VA e Abrir VLD) formaram, alguns meses antes, a mesma coligação do governo flamengo. Quanto ao Movimento de reforma, ele é o única partido francófono da maioria.

## Investidura e status no parlamento
O governo foi empossado em 11 de outubro de 2014, fazendo o juramento de posse do rei Filip da Bélgica. Os quatro partidos tinham uma maioria na Câmara dos Deputados com 85 membros em 150. Em 16 de outubro de 2014, a moção de confiança da Câmara de Representantes foi aprovada por uma votação de 84 a favor, 58 contra e uma abstenção (de Aldo Carcaci, o Partido Popular da Bélgica).

## Composição
Desde 24 de fevereiro de 2017, a composição do governo federal é a seguinte
| Retrato                                                                                                 | Cargo | Titular                 | Titular  | Partido |
| --- | --- | ----------------------- | -------- | ------- |
| | Primeiro-Ministro | Charles Michel          | MR       |         |
| | Vice-Primeiro ministro Ministro do Emprego, da Economia e dos Consumidores encarregado do comércio exterior                                                     | Kris Peeters            | CD&V     |         |
| | Vice-Primeiro-Ministro Ministro da Segurança e do Interior, encarregado da Construção                                                                           | Jan Jambon              | N-VA     |         |
| | Vice-Primeiro-Ministro Ministro da Cooperação ao desenvolvimento, da Agenda digital, das Telecomunicações e dos Correios                                        | Alexander De Croo       | Open VLD |         |
| | Vice-Primeiro-Ministro Ministro dos Assuntos estrangeiros e europeus, encarregado do Beliris e das Instituições culturais federais                              | Didier Reynders         | MR       |         |
| Ministro do Orçamento, encarregado da Lotaria nacional                                                  | Sophie Wilmès | MR                      |          |         |
| | Ministro da Justiça | Koen Geens              | CD&V     |         |
| | Ministra dos Assuntos sociais e da Saúde pública | Maggie De Block         | Open VLD |         |
| | Ministro das Pensões | Daniel Bacquelaine      | MR       |         |
| | Ministro das Finanças, encarregado da Luta contra a fraude fiscal                                                                                               | Johan Van Overtveldt    | N-VA     |         |
| Ministro das Classes médias, dos Independentes, das PME, da Agricultura et da Integração social         | Willy Borsus | MR                      |          |         |
| | Ministra da Energia, do Ambiente e do Desenvolvimento duradouro                                                                                                 | Marie-Christine Marghem | MR - MCC |         |
| | Ministro da Defesa, encarregado da Função pùblica | Steven Vandeput         | N-VA     |         |
| Ministro da Mobilidade, encarregado do Belgocontrol e da Sociedade nacional dos caminho de ferro belgas | François Bellot | MR                      |          |         |
| | Secretário de Estado do Comércio exterior, adjunto do ministro encarregado do Comércio exterior                                                                 | Pieter De Crem          | CD&V     |         |
| | Secretário de Estado da Luta contra a fraude social, da Proteção da vida privada e do Mar do Norte, adjunto do ministro dos Assuntos sociais e da Saúde Publica | Philippe De Backer      | Open VLD |         |
| | Secretária de Estado da Luta contra a pobreza, da Igualdade, das pessoas portadoras de deficiências e da Politica cientifica                                    | Zuhal Demir             | N-VA     |         |
| | Secretário de Estado do Asilo e da Migração | Theo Francken           | N-VA     |         |